# اکشو
شهر اکشو (به سوئدی: Eksjö) در ناحیه شهری اکشو در کشور سوئد واقع شده‌است. جمعیت این شهر ۱۱۸۶٫۱۳  نفر است.